# Liste der Kulturdenkmale in Seidnitz
Die Liste der Kulturdenkmale in Seidnitz umfasst sämtliche Kulturdenkmale der Dresdner Gemarkung Seidnitz. Die Anmerkungen sind zu beachten.
Diese Liste ist eine Teilliste der Liste der Kulturdenkmale in Dresden. 

Diese Liste ist eine Teilliste der Liste der Kulturdenkmale in Sachsen.

## Legende
- Bild: Bild des Kulturdenkmals, ggf. zusätzlich mit einem Link zu weiteren Fotos des Kulturdenkmals im Medienarchiv Wikimedia Commons. Wenn man auf das Kamerasymbol klickt, können Fotos zu Kulturdenkmalen aus dieser Liste hochgeladen werden:
- Bezeichnung: Denkmalgeschützte Objekte und ggf. Bauwerksname des Kulturdenkmals
- Lage: Straßenname und Hausnummer oder Flurstücknummer des Kulturdenkmals. Die Grundsortierung der Liste erfolgt nach dieser Adresse. Der Link (Karte) führt zu verschiedenen Kartendiensten mit der Position des Kulturdenkmals. Fehlt dieser Link, wurden die Koordinaten noch nicht eingetragen. Sind diese bekannt, können sie über ein Tool mit einer Kartenansicht einfach nachgetragen werden. In dieser Kartenansicht sind Kulturdenkmale ohne Koordinaten mit einem roten bzw. orangen Marker dargestellt und können durch Verschieben auf die richtige Position in der Karte mit Koordinaten versehen werden. Kulturdenkmale ohne Bild sind an einem blauen bzw. roten Marker erkennbar.
- Datierung: Baubeginn, Fertigstellung, Datum der Erstnennung oder grobe zeitliche Einordnung entsprechend des Eintrags in der sächsischen Denkmaldatenbank
- Beschreibung: Kurzcharakteristik des Kulturdenkmals entsprechend des Eintrags in der sächsischen Denkmaldatenbank, ggf. ergänzt durch die dort nur selten veröffentlichten Erfassungstexte oder zusätzliche Informationen
- ID: Vom Landesamt für Denkmalpflege Sachsen vergebene, das Kulturdenkmal eindeutig identifizierende Objekt-Nummer. Der Link führt zum PDF-Denkmaldokument des Landesamtes für Denkmalpflege Sachsen. Bei ehemaligen Kulturdenkmalen können die Objektnummern unbekannt sein und deshalb fehlen bzw. die Links von aus der Datenbank entfernten Objektnummern ins Leere führen. Ein ggf. vorhandenes Icon  führt zu den Angaben des Kulturdenkmals bei Wikidata.

## Seidnitz
| Bild                                    | Bezeichnung | Lage                                                                                    | Datierung                                                                                                | Beschreibung | ID       |
| --------------------------------------- | --- | --------------------------------------------------------------------------------------- | --- | --- | -------- |
| Weitere Bilder                          | Sachgesamtheit Wohnsiedlung Seidnitz mit zahlreichen Einzeldenkmalen | Altenberger Platz 18; 20; 22 (Karte)                                                    | um 1925 (Siedlung), nach 1938 (Siedlung)                                                                 | Sachgesamtheit Wohnsiedlung Seidnitz mit folgenden Einzeldenkmalen: geschlossener Wohnblock Altenberger Platz 18–22 (gerade), Enderstraße 1–23 (ungerade) und Hepkestraße 145–165 (ungerade) (ID-Nr. 09218192), Häuserzeilen Altenberger Straße 54–66 (gerade) (ID-Nr. 09218187), Altenberger Straße 72–76 (gerade) (ID-Nr. 09218189), Altenberger Straße 82–94 (gerade) und den Doppelhäusern Altenberger Straße 68, 70 (ID-Nr. 09218188), Altenberger Straße 78, 80 (ID-Nr. 09218190), Hepkestraße 167, 169 (ID-Nr. 09218193), Hepkestraße 171, 173 (ID-Nr. 09218194), Hepkestraße 175, 177 (ID-Nr. 09218195), Hepkestraße 179, 181 (ID-Nr. 09213240) sowie der Platzanlage an der Altenberger Straße und den Vorgärten (letztere Sachgesamtheitsteile); Anlage baugeschichtlich, sozialgeschichtlich und stadtentwicklungsgeschichtlich bedeutend. | 09213245 |
| Weitere Bilder                          | Wohnsiedlung Seidnitz: geschlossene Häuserzeile ausgehend vom Altenberger Platz, entlang Enderstraße und Hepkestraße (Einzeldenkmal zu ID-Nr. 09213245)                                                              | Altenberger Platz 18; 20; 22 (Karte)                                                    | um 1925 (Häuserzeile)                                                                                    | Einzeldenkmal der Sachgesamtheit Wohnsiedlung Seidnitz: geschlossene Häuserzeile ausgehend vom Altenberger Platz, entlang Enderstraße und Hepkestraße; von der Landessiedlungsgesellschaft Sachsen GmbH in funktionalistischer Bauweise errichteter viergeschossiger Bau mit Lochfassade und Satteldach, Belebung durch vorkragende, vertikale Treppenhäuser mit Eingangsüberdachungen und Farbglasfenstern, baugeschichtlich, sozialgeschichtlich und stadtentwicklungsgeschichtlich von Bedeutung | 09213243 |
| Weitere Bilder                          | Wohnsiedlung Seidnitz: Häuserzeile (Einzeldenkmal zu ID-Nr. 09213245) | Altenberger Straße 54; 56; 58; 60; 62; 64; 66 (Karte)                                   | nach 1938 (Häuserzeile)                                                                                  | Einzeldenkmal der Sachgesamtheit Wohnsiedlung Seidnitz: Häuserzeile; von der Landessiedlungsgesellschaft Sachsen GmbH vor allem in traditioneller Bauweise errichteter dreigeschossiger Bau mit Lochfassade und Walmdach, belebt durch Klappläden im Erdgeschoss, vertikale Fensterbänder an den Treppenhäusern und Eingangsüberdachungen, baugeschichtlich, sozialgeschichtlich und stadtentwicklungsgeschichtlich bedeutend | 09218187 |
| Weitere Bilder                          | Wohnsiedlung Seidnitz: Doppelwohnhaus (Einzeldenkmal zu ID-Nr. 09213245) | Altenberger Straße 68; 70 (Karte)                                                       | nach 1938 (Doppelwohnhaus)                                                                               | Einzeldenkmal der Sachgesamtheit Wohnsiedlung Seidnitz: Doppelwohnhaus; von der Landessiedlungsgesellschaft Sachsen GmbH vor allem in traditioneller Bauweise errichteter dreigeschossiger Bau mit Lochfassade und Walmdach, belebt durch Klappläden im Erdgeschoss, vertikale Fensterbänder an den Treppenhäusern und Eingangsüberdachungen, baugeschichtlich, sozialgeschichtlich und stadtentwicklungsgeschichtlich bedeutend | 09218188 |
|                                         | Wohnsiedlung Seidnitz: Häuserzeile (Einzeldenkmal zu ID-Nr. 09213245) | Altenberger Straße 72; 74; 76 (Karte)                                                   | nach 1938 (Häuserzeile)                                                                                  | Einzeldenkmal der Sachgesamtheit Wohnsiedlung Seidnitz: Häuserzeile; von der Landessiedlungsgesellschaft Sachsen GmbH vor allem in traditioneller Bauweise errichteter dreigeschossiger Bau mit Lochfassade und Walmdach, belebt durch Klappläden im Erdgeschoss, vertikale Fensterbänder an den Treppenhäusern und Eingangsüberdachungen sowie mittigem Turmaufbau, baugeschichtlich, sozialgeschichtlich und stadtentwicklungsgeschichtlich bedeutend | 09218189 |
|                                         | Mietshaus in offener Bebauung | Altenberger Straße 77 (Karte)                                                           | um 1903 (Mietshaus)                                                                                      | historisierender Bau um 1900 mit Putzfassade, Mansarddach, auffallender Fassadengestaltung durch Natursteineckquaderungen und Natursteinverblendung des Erdgeschosses an der Straßenseite, baugeschichtlich und städtebaulich von Bedeutung | 09213218 |
| Direkt Bild zu diesem Denkmal hochladen | Wohnsiedlung Seidnitz: Doppelhaus (Einzeldenkmal zu ID-Nr. 09213245) | Altenberger Straße 78; 80 (Karte)                                                       | nach 1938 (Doppelwohnhaus)                                                                               | Einzeldenkmal der Sachgesamtheit Wohnsiedlung Seidnitz: Doppelhaus; von der Landessiedlungsgesellschaft Sachsen GmbH vor allem in traditioneller Bauweise errichteter dreigeschossiger Bau mit Lochfassade und Walmdach, belebt durch Klappläden im Erdgeschoss, vertikale Fensterbänder an den Treppenhäusern und Eingangsüberdachungen, baugeschichtlich, sozialgeschichtlich und stadtentwicklungsgeschichtlich bedeutend | 09218190 |
| Weitere Bilder                          | Wohnsiedlung Seidnitz: Häuserzeile (Einzeldenkmal zu ID-Nr. 09213245) | Altenberger Straße 82; 84; 86; 88; 90; 92; 94 (Karte)                                   | nach 1938 (Häuserzeile)                                                                                  | Einzeldenkmal der Sachgesamtheit Wohnsiedlung Seidnitz: Häuserzeile; von der Landessiedlungsgesellschaft Sachsen GmbH vor allem in traditioneller Bauweise errichteter dreigeschossiger Bau mit Lochfassade und Walmdach, belebt durch Klappläden im Erdgeschoss, vertikale Fensterbänder an den Treppenhäusern und Eingangsüberdachungen, baugeschichtlich, sozialgeschichtlich und stadtentwicklungsgeschichtlich bedeutend. | 09218191 |
|                                         | Ehemalige Polizeistation mit Inschrifttafel | Altseidnitz 2 (Karte)                                                                   | bezeichnet 1765 (Polizei)                                                                                | eingeschossiger, kleiner Bau über winkligem Grundriss mit Krüppelwalmdach, ortsentwicklungsgeschichtlich und baugeschichtlich von Bedeutung | 09213219 |
|                                         | Bauernhof mit Wohnhaus sowie Seitengebäude und Scheune | Altseidnitz 9; 9a; 11 (Karte)                                                           | bezeichnet 1899 (Wohnhaus), bezeichnet 1799 (Seitengebäude), bezeichnet 1858 (Scheune)                   | Bauernhof mit Wohnhaus einschließlich Anbau (Nr. 9 und Nr. 9a) sowie Seitengebäude und Scheune (Nr. 11); Wohnhaus historisierender Putzbaut mit Fachwerkverzierungen im Obergeschoss und Bauplastik, Seitengebäude, zweigeschossig mit Krüppelwalmdach, Scheune aus Natursteinmauerwerk, baugeschichtlich und ortsgeschichtlich bedeutend, das Wohnhaus auch künstlerisch von Belang | 09213222 |
|                                         | Gasthaus Zur Erholung | Altseidnitz 10 (Karte)                                                                  | 19. Jahrhundert (Gasthaus)                                                                               | Gasthaus (ehem.) mit rückwärtigem Anbau (ohne moderne Dachterrasse) und seitlichen Torpfeilern; historisches Dorfgasthaus von Seidnitz, markanter ländlicher Bau mit Satteldach, maßstäblichen Fenster- und Türöffnungen sowie Klappläden, heute als Wohngebäude genutzt, ortsgeschichtlich bedeutend | 09213221 |
| Weitere Bilder                          | Nazarethkirche | Altseidnitz 12 (Karte)                                                                  | 1951–1952 (Kirche), 3. Viertel 19. Jh. (Bauernhaus), 3. Viertel 19. Jh. (Seitengebäude), um 1520 (Taufe) | Kirche (ehemals Scheune); Wohnhaus und Seitengebäude eines ehemaligen Bauernhofes sowie Plastiken und Taufstein; Kirche mit zwei Sandsteinskulpturen im Eingangsbereich, nördliches Wohnhaus über L-förmigem Grundriss (heute Pfarrhaus) und westliches Seitengebäude als typische Bauten ländlicher Architektur, bau- und ortsgeschichtlich bedeutend, zum Teil künstlerisch von Belang. | 09213224 |
|                                         | Wohnstallhaus mit Anbau eines ehemaligen Bauernhofes | Altseidnitz 13 (Karte)                                                                  | bezeichnet 1856 (Wohnstallhaus)                                                                          | zweigeschossiger Putzbau mit Walmdach und Oculi als dekorativem Element über den Fenstern im Obergeschoss, baugeschichtlich und ortsgeschichtlich bedeutend | 09213223 |
|                                         | Mietshaus in offener Bebauung | Altseidnitz 15 (Karte)                                                                  | bezeichnet 1897 (Mietshaus)                                                                              | historisierender Bau mit Putzfassade, Walmdach, Fensterverdachungen im Erdgeschoss und Sohlbänken als Stilelemente der Neorenaissance, baugeschichtlich von Bedeutung | 09213220 |
|                                         | Wohnhaus in offener Bebauung | Altseidnitz 17 (Karte)                                                                  | um 1800 (Häusleranwesen)                                                                                 | Häusleranwesen, Fachwerk im Obergeschoss, baugeschichtlich und ortsentwicklungsgeschichtlich von Bedeutung | 09213226 |
| Direkt Bild zu diesem Denkmal hochladen | Wohnstallhaus und Toranlage eines ehem. Dreiseithofes | Altseidnitz 18; 18a; 18b (Karte)                                                        | bezeichnet 1859 (Wohnstallhaus)                                                                          | Wohnstallhaus, Scheunenrückwand (Sandstein) und Toranlage eines ehemaligen Dreiseithofes; Wohnstallhaus zweigeschossiger Putzbau mit Zwillingsfenstern im Obergeschoss, Gurtgesims und Natursteinfaschen, baugeschichtlich und ortsgeschichtlich bedeutend | 09213225 |
|                                         | Wohnhaus eines ehemaligen Bauernhofes | Altseidnitz 19 (Karte)                                                                  | um 1800 (Bauernhaus)                                                                                     | im Obergeschoss Fachwerk, baugeschichtlich und ortsgeschichtlich von Bedeutung | 09213227 |
|                                         | Wohnhaus | Altseidnitz 20 (Karte)                                                                  | 2. Hälfte 18. Jh. (Häusleranwesen)                                                                       | Häusleranwesen, zweigeschossiger Putzbau mit Satteldach, wohl eines der ältesten Gebäude im Dorfkern, baugeschichtlich von Bedeutung | 09213228 |
|                                         | Wohnstallhaus und Seitengebäude eines ehem. Dreiseithofes | Altseidnitz 23; 25 (Karte)                                                              | bezeichnet 1794 (Bauernhaus)                                                                             | Wohnstallhaus (Nr. 23) und Seitengebäude (Nr. 25) eines ehem. Dreiseithofes; Wohnstallhaus Obergeschoss Fachwerk verputzt, charakteristische ländliche Bauten ihrer Zeit, baugeschichtlich und ortsgeschichtlich bedeutend | 09213229 |
|                                         | Wohnhaus in offener Bebauung | Altseidnitz 26 (Karte)                                                                  | 2. Hälfte 18. Jh. / 1. Hälfte 19. Jh. (Wohnhaus)                                                         | Häusleranwesen, zweigeschossiger Putzbau mit Schleppdach zum Hof, Klappläden im Erdgeschoss, baugeschichtlich von Bedeutung | 09213231 |
|                                         | Wohnstallhaus und Seitengebäude eines ehem. Dreiseithofes | Altseidnitz 28; 30 (Karte)                                                              | 2. Hälfte 18. Jh. / 1. Hälfte 19. Jh. (Bauernhaus)                                                       | Wohnstallhaus (Nr. 28) und Seitengebäude (Nr. 30) eines ehem. Dreiseithofes; zweigeschossige Putzbauten mit Natursteinfaschen und Rundbogenfenstern im Dachgeschoss, baugeschichtlich und ortsgeschichtlich bedeutend | 09213232 |
|                                         | Mietshaus in Ecklage und offener Bebauung | Berggießhübler Straße 11 (Karte)                                                        | um 1900 (Mietshaus)                                                                                      | historisierender, dreigeschossiger Putzbau mit Walmdach, Rundbogeneinfassungen der Fenster im 1. Obergeschoss, herausgezogener Laden an Ecke, baugeschichtlich und städtebaulich von Bedeutung | 09213215 |
|                                         | Mietshaus in Ecklage und offener Bebauung | Berggießhübler Straße 12 (Karte)                                                        | um 1908 (Mietshaus)                                                                                      | dreigeschossiger Putzbau mit Laden und ausgebautem Masardengeschoss, Gurtgesims über dem 1. Obergeschoss und Turmaufbau als städtebauliche Akzenturierung, baugeschichtlich von Bedeutung | 09213216 |
|                                         | Mietshaus in Ecklage und offener Bebauung | Berggießhübler Straße 13 (Karte)                                                        | um 1908 (Mietshaus)                                                                                      | dreigeschossiger Putzbau mit Mansarddach, Fachwerk im Dachgeschoss, Dreiecksgiebel mit Krüppelwalm als Akzentuierung der Straßenfront, baugeschichtlich von Bedeutung | 09213217 |
| Weitere Bilder                          | Mord- und Sühnekreuz | Bodenbacher Straße (Karte)                                                              | 14./17. Jh. (Mord- und Sühnekreuz)                                                                       | Sandstein mit eingeritztem Schwert, anlässlich des Todes eines Menschen durch Totschlag oder Unfall errichtetes kreuzförmiges Erinnerungsmal, so genanntes Mord- und Sühnekreuz, ortsgeschichtlich bedeutsam, besonderer Wert auch wegen des hohen Alters | 09306572 |
|                                         | Wohnstallhaus, Seitengebäude und Scheune eines ehem. Vierseithofes | Bodenbacher Straße 99; 99a; 99b; 99c; 99d; 99e; 99f; 99g; 99h; 99i; 99k; 99l (Karte)    | 2. Hälfte 18. Jh. / 1. Hälfte 19. Jh. (Bauernhaus)                                                       | Wohnstallhaus (Nr. 99, 99a), Seitengebäude (Nr. 99b-99g) und Scheune (Nr. 99h-99l) eines ehem. Vierseithofes; Zeugnis ländlicher Architektur und Volksbauweise seiner Zeit, markiert Dorfkern von Seidnitz an hervorgehobener Stelle, baugeschichtlich und städtebaulich bedeutend | 09213241 |
|                                         | Wohnstallhaus und Seitengebäude eines Dreiseithofes | Bodenbacher Straße 109 (Karte)                                                          | 2. Hälfte 18. Jh. / 1. Hälfte 19. Jh. (Bauernhaus)                                                       | Zeugnis ländlicher Architektur und Volksbauweise seiner Zeit, Wohnhaus und Seitengebäude baugleich, giebelständig mit Natursteinfaschen und Segmentbogenfenstern im Dachgeschoss, baugeschichtlich und städtebaulich von Bedeutung | 09213242 |
| Direkt Bild zu diesem Denkmal hochladen | Wohnhaus mit Einfriedung in offener Bebauung | Bodenbacher Straße 115 (Karte)                                                          | bezeichnet 1863 (Wohnhaus)                                                                               | Beispiel für die allmähliche Verstädterung von Seidnitz, bauliches Zeugnis für Architektur kurz nach 1860, stadtentwicklungsgeschichtlich und baugeschichtlich bedeutend. | 09304160 |
| Weitere Bilder                          | Sachgesamtheit Wohngruppe Bodenbacher Straße / Prof.-Ricker-Straße mit zahlreichen Einzeldenkmalen | Bodenbacher Straße 139; 139b (Karte)                                                    | 1927–1928 (Wohnanlage)                                                                                   | Sachgesamtheit Wohngruppe Bodenbacher Straße / Prof.-Ricker-Straße bestehend aus folgenden Einzeldenkmalen: drei Mehrfamilienhausreihen einer Wohnanlage, Bodenbacher Straße 139 zus. mit Prof.-Ricker-Straße 1–5 (ID-Nr. 09213247) sowie Bodenbacher Straße 139b zus. mit Prof.-Ricker-Straße 13–17 (ID-Nr. 09217770) und Prof.-Ricker-Straße 6–12 (ID-Nr. 09217768) mit gestaltetem Innenhof und Einfriedungsmauern als Sachgesamtheitsteilen; traditionelle Geschossbauten mit Walmdach und expressionistischer Backstein- bzw. Klinkerzier, erbaut vom Dobritzer Spar- und Bauverein, baugeschichtlich, ortsgeschichtlich und sozialgeschichtlich bedeutend. Architekt: Max Herfurt. | 09306573 |
| Weitere Bilder                          | Wohngruppe Bodenbacher Straße / Prof.-Ricker-Straße: Häuserzeile (Einzeldenkmal zu ID-Nr. 09306573) | Bodenbacher Straße 139 (Karte)                                                          | 1927–1928 (Mehrfamilien-Wohnhaus)                                                                        | Einzeldenkmal der Sachgesamtheit Wohngruppe Bodenbacher Straße / Prof.-Ricker-Straße: Häuserzeile (zus. mit Prof.-Ricker-Straße 1–5); vom Dobritzer Spar- und Bauverein vor allem in traditioneller Bauweise errichteter dreigeschossiger Bau mit Walmdach und expressionistischer Backstein- bzw. Klinkerzier baugeschichtlich, ortsgeschichtlich und sozialgeschichtlich bedeutend | 09213247 |
| Weitere Bilder                          | Wohngruppe Bodenbacher Straße / Prof.-Ricker-Straße: Häuserzeile (Einzeldenkmal zu ID-Nr. 09306573) | Bodenbacher Straße 139b (Karte)                                                         | 1927–1928 (Mehrfamilien-Wohnhaus)                                                                        | Einzeldenkmal der Sachgesamtheit Wohngruppe Bodenbacher Straße / Prof.-Ricker-Straße: Häuserzeile (zus. mit Prof.-Ricker-Straße 13–17); vom Dobritzer Spar- und Bauverein vor allem in traditioneller Bauweise errichteter dreigeschossiger Bau mit Walmdach und expressionistischer Backstein- bzw. Klinkerzier baugeschichtlich, ortsgeschichtlich und sozialgeschichtlich bedeutend. | 09217770 |
| Weitere Bilder                          | Sachgesamtheit Wohnblock Seidnitz mit zahlreichen Einzeldenkmalen | Borthener Straße 2; 4; 6; 8; 10; 12; 14; 16; 18 (Karte)                                 | um 1927 (Siedlung)                                                                                       | Sachgesamtheit Wohnblock Seidnitz bestehend aus folgenden Einzeldenkmalen: Häuserzeilen Borthener Straße 2–18, 6b–6d und 8b–8d (ID-Nr. 09218196, ID-Nr. 09218197 und ID-Nr. 09218198), Häuserzeile Gohrischstraße 1–19 (ID-Nr. 09218199) sowie Häuserzeilen Winterbergstraße 78–92, 84a, 86a, 84b–84e, 84f–84i, 86b–86e und 86f–86i (ID-Nr. 09218200, 09218203, 09218201, 09218202, 09218204 und 09218205) Teil einer Wohnsiedlung der Gemeinnützigen Wohnungsbau A.G. Dresden zwischen Borthener Straße, Gohrischstraße und Winterbergstraße; Anlage aus einem Achsenkreuz mit zentralem Rundplatz entwickelt, Ausfahrten durch drei Torhäuser, zwischen den Häuserzeilen drei begrünte Höfe, Gebäude: Walmdächer mit Fledermausgaupen, traditionell, die Fassaden mit farblich wechselnder Putzbänderung expressionistisch, Torhaus an Winterbergstraße gestalterisch hervorgehoben, baugeschichtlich, sozialgeschichtlich und stadtentwicklungsgeschichtlich sowie künstlerisch bedeutend | 09306574 |
| Weitere Bilder                          | Wohnblock Seidnitz: Häuserzeile (Einzeldenkmal zu ID-Nr. 09306574) | Borthener Straße 2; 4; 6; 8; 10; 12; 14;16; 18 (Karte)                                  | um 1927 (Mehrfamilien-Wohnhaus)                                                                          | Einzeldenkmal der Sachgesamtheit Wohnblock Seidnitz: Häuserzeile, Teil einer Wohnsiedlung der Gemeinnützigen Wohnungsbau A.G. Dresden zwischen Borthener Straße, Gohrischstraße und Winterbergstraße; Anlage aus einem Achsenkreuz mit zentralem Rundplatz entwickelt, Ausfahrten durch drei Torhäuser, zwischen den Häuserzeilen drei begrünte Höfe, Gebäude: Walmdächer mit Fledermausgaupen, traditionell, die Fassaden mit farblich wechselnder Putzbänderung expressionistisch, Torhaus an Winterbergstraße gestalterisch hervorgehoben, baugeschichtlich, sozialgeschichtlich und stadtentwicklungsgeschichtlich sowie künstlerisch bedeutend | 09218196 |
| Direkt Bild zu diesem Denkmal hochladen | Sachgesamtheit Dresdner Pferde-Ausstellungs-Platz | Borthener Straße 3; 3a; 3b; 3c; 3d; 3e; 3f; 3g; 3h (Karte)                              | 1894 (Gebäudevorplatz)                                                                                   | Sachgesamtheit Pferde-Ausstellungsplatz mit folgenden Einzeldenkmalen: Haupttribüne (Borthener Straße 3–3h), südwestlich gelegene Stallverwaltung/Futterräume, Pferdeställe/Wirtschaftsgebäude entlang der Oskar-Röder-Straße sowie Mittelteil der ehem. Pferdeställe/Wirtschaftsgebäude an der Borthener Straße (Borthener Straße 11a, 13, 13a) (ID-Nr. 09219000) und die als Wohnhäuser errichteten Ersatzbauten für die Pferdeställe/Wirtschaftsgebäude entlang der Borthener Straße (Borthener Straße 5–11, 15–19a) als auch die Fläche zwischen den Baulichkeiten als Sachgesamtheitsteile; Ort der ersten sächsischen Pferdezuchtausstellung des Dresdner Rennvereins 1895, geschichtlich bedeutend. | 09306411 |
|                                         | Dresdner Pferde-Ausstellungs-Platz: Haupttribüne, Stallverwaltung/Futterräume, Pferdeställe/Wirtschaftsgebäude sowie Gebäudemittelteil der ehem. Pferdeställe/Wirtschaftsgebäude (Einzeldenkmale zu ID-Nr. 09306411) | Borthener Straße 3; 3a; 3b; 3c; 3d; 3e; 3f; 3g; 3h (Karte)                              | 1894 (Ausstellungsbau)                                                                                   | Einzeldenkmale der Sachgesamtheit Pferde-Ausstellungsplatz: Haupttribüne (Borthener Straße 3–3h), südwestlich gelegene Stallverwaltung/Futterräume, Pferdeställe/Wirtschaftsgebäude entlang der Oskar-Röder-Straße sowie Gebäudemittelteil der ehemaligen Pferdeställe/Wirtschaftsgebäude (Borthener Straße 11a, 13, 13a); Ort der ersten Sächsischen Pferdezuchtausstellung des Dresdner Rennvereins 1895, geschichtlich bedeutend. | 09219000 |
| Weitere Bilder                          | Wohnblock Seidnitz: Häuserzeile (Einzeldenkmale zu ID-Nr. 09306574) | Borthener Straße 6b; 6c; 6d (Karte)                                                     | um 1927 (Mehrfamilien-Wohnhaus)                                                                          | Einzeldenkmal der Sachgesamtheit Wohnblock Seidnitz: Häuserzeile, Teil einer Wohnsiedlung der Gemeinnützigen Wohnungsbau A.G. Dresden zwischen Borthener Straße, Gohrischstraße und Winterbergstraße; Anlage aus einem Achsenkreuz mit zentralem Rundplatz entwickelt, Ausfahrten durch drei Torhäuser, zwischen den Häuserzeilen drei begrünte Höfe, Gebäude: Walmdächer mit Fledermausgaupen, traditionell, die Fassaden mit farblich wechselnder Putzbänderung expressionistisch, Torhaus an Winterbergstraße gestalterisch hervorgehoben, baugeschichtlich, sozialgeschichtlich und stadtentwicklungsgeschichtlich sowie künstlerisch bedeutend | 09218197 |
| Weitere Bilder                          | Wohnblock Seidnitz: Häuserzeile (Einzeldenkmal zu ID-Nr. 09306574) | Borthener Straße 8b; 8c; 8d (Karte)                                                     | um 1927 (Mehrfamilien-Wohnhaus)                                                                          | Einzeldenkmal der Sachgesamtheit Wohnblock Seidnitz: Häuserzeile, Teil einer Wohnsiedlung der Gemeinnützigen Wohnungsbau A.G. Dresden zwischen Borthener Straße, Gohrischstraße und Winterbergstraße; Anlage aus einem Achsenkreuz mit zentralem Rundplatz entwickelt, Ausfahrten durch drei Torhäuser, zwischen den Häuserzeilen drei begrünte Höfe, Gebäude: Walmdächer mit Fledermausgaupen, traditionell, die Fassaden mit farblich wechselnder Putzbänderung expressionistisch, Torhaus an Winterbergstraße gestalterisch hervorgehoben, baugeschichtlich, sozialgeschichtlich und stadtentwicklungsgeschichtlich sowie künstlerisch bedeutend. | 09218198 |
| Direkt Bild zu diesem Denkmal hochladen | Dresdner Pferde-Ausstellungs-Platz: Haupttribüne, Stallverwaltung/Futterräume, Pferdeställe/Wirtschaftsgebäude (Einzeldenkmale zu ID-Nr. 09306411)                                                                   | Borthener Straße 11a; 13; 13a (Karte)                                                   | 1894 (Ausstellungsbau)                                                                                   | Einzeldenkmale der Sachgesamtheit Pferde-Ausstellungsplatz: Haupttribüne (Borthener Straße 3–3h), südwestlich gelegene Stallverwaltung/Futterräume, Pferdeställe/Wirtschaftsgebäude entlang der Oskar-Röder-Straße sowie Gebäudemittelteil der ehemaligen Pferdeställe/Wirtschaftsgebäude (Borthener Straße 11a, 13, 13a); Ort der ersten Sächsischen Pferdezuchtausstellung des Dresdner Rennvereins 1895, geschichtlich bedeutend. | 09219000 |
| Weitere Bilder                          | Sachgesamtheit Zeiss-Ikon-Siedlung | Dobritzer Straße 41; 43; 45; 47; 49; 51; 53; 55; 57; 59; 61; 63; 65; 67; 69; 71 (Karte) | 1940–1942 (Siedlung)                                                                                     | Sachgesamtheit Zeiss-Ikon-Siedlung: bestehend aus acht Mehrfamilienhäusern (ID-Nr. 09218207 – Dobritzer Straße 47, 49, ID-Nr. – Dobritzer Straße, ID-Nr. 09218208 – Dobritzer Straße 51, 53, 55, ID-Nr. 09218209 – Dobritzer Straße 57, 59, 61, ID-Nr. 09218210 – Dobritzer Straße 63, 65, ID-Nr. 09218211 – Dobritzer Straße 67, 69, 71, ID-Nr. 09218212 – Winterbergstraße 141, 143, 145 und ID-Nr. 09218213 – Winterbergstraße 147, 149, 151); Teil einer Siedlung an der Ecke Dobritzer Straße und Winterbergstraße, besonders charakteristische Beispiele des traditionellen Siedlungs- und Kleinwohnungsbaus um 1940, baugeschichtlich und ortsgeschichtlich bedeutend. | 09306628 |
| Weitere Bilder                          | Zeiss-Ikon-Siedlung: Mehrfamilienhaus (Einzeldenkmal zu ID-Nr. 09306628) | Dobritzer Straße 41; 43; 45 (Karte)                                                     | 1940–1942 (Mehrfamilien-Wohnhaus)                                                                        | Einzeldenkmal der Sachgesamtheit Zeiss-Ikon-Siedlung: Mehrfamilienhaus; zweigeschossiger Putzbau mit steilem Satteldach und Giebelgaupen, Klappläden im Erdgeschoss, mit Schleppdach akzentuierte, hervorgezogene Treppenhäuser als Belebung der Fassade, Teil einer Siedlung an der Ecke Dobritzer Straße und Winterbergstraße, besonders charakteristische Beispiele des traditionellen Siedlungs- und Kleinwohnungsbaus um 1940, baugeschichtlich und ortsgeschichtlich bedeutend. | 09218206 |
| Weitere Bilder                          | Zeiss-Ikon-Siedlung: Mehrfamilienhaus (Einzeldenkmal zu ID-Nr. 09306628) | Dobritzer Straße 47; 49 (Karte)                                                         | 1940–1942 (Mehrfamilien-Wohnhaus)                                                                        | Einzeldenkmal der Sachgesamtheit Zeiss-Ikon-Siedlung: Mehrfamilienhaus; zweigeschossiger Putzbau mit steilem Satteldach und Giebelgaupen, Klappläden im Erdgeschoss, mit Schleppdach akzentuierte, hervorgezogene Treppenhäuser als Belebung der Fassade, Teil einer Siedlung an der Ecke Dobritzer Straße und Winterbergstraße, besonders charakteristische Beispiele des traditionellen Siedlungs- und Kleinwohnungsbaus um 1940, baugeschichtlich und ortsgeschichtlich bedeutend | 09218207 |
| Weitere Bilder                          | Zeiss-Ikon-Siedlung: Mehrfamilienhaus (Einzeldenkmal zu ID-Nr. 09306628) | Dobritzer Straße 51; 53; 55 (Karte)                                                     | 1940–1942 (Mehrfamilien-Wohnhaus)                                                                        | Einzeldenkmal der Sachgesamtheit Zeiss-Ikon-Siedlung: Mehrfamilienhaus; zweigeschossiger Putzbau mit steilem Satteldach und Giebelgaupen, Klappläden im Erdgeschoss, mit Schleppdach akzentuierte, hervorgezogene Treppenhäuser als Belebung der Fassade, Teil einer Siedlung an der Ecke Dobritzer Straße und Winterbergstraße, besonders charakteristische Beispiele des traditionellen Siedlungs- und Kleinwohnungsbaus um 1940, baugeschichtlich und ortsgeschichtlich bedeutend | 09218208 |
|                                         | Mehrfamilienhäuser einer Wohnanlage | Dobritzer Straße 56 (Karte)                                                             | bezeichnet 1927–1928 (Wohnanlagenteil)                                                                   | Wohnhäuser der Heimstättengesellschaft Sachsen GmbH (HGS), dreistöckige Mehrfamilienhäuser entlang der Winterbergstraße sowie im Winkel angebaute zweistöckige Flügel (Schilfweg 33, Dobritzer Straße 56), in traditioneller Bauweise mit Walmdach errichtet, natursteingefasste Eingangsbereiche und Klappläden als belebende Akzentuierung der Fassade, bau- und sozialgeschichtlich bedeutend | 09213234 |
| Weitere Bilder                          | Zeiss-Ikon-Siedlung: Mehrfamilienhaus (Einzeldenkmal zu ID-Nr. 09306628) | Dobritzer Straße 57; 59; 61 (Karte)                                                     | 1940–1942 (Mehrfamilien-Wohnhaus)                                                                        | Einzeldenkmal der Sachgesamtheit Zeiss-Ikon-Siedlung: Mehrfamilienhaus; zweigeschossiger Putzbau mit steilem Satteldach und Giebelgaupen, Klappläden im Erdgeschoss, mit Schleppdach akzentuierte, hervorgezogene Treppenhäuser als Belebung der Fassade, Teil einer Siedlung an der Ecke Dobritzer Straße und Winterbergstraße, besonders charakteristische Beispiele des traditionellen Siedlungs- und Kleinwohnungsbaus um 1940, baugeschichtlich und ortsgeschichtlich bedeutend | 09218209 |
| Weitere Bilder                          | Zeiss-Ikon-Siedlung: Mehrfamilienhaus (Einzeldenkmal zu ID-Nr. 09306628) | Dobritzer Straße 63; 65 (Karte)                                                         | 1940–1942 (Mehrfamilien-Wohnhaus)                                                                        | Einzeldenkmal der Sachgesamtheit Zeiss-Ikon-Siedlung: Mehrfamilienhaus; zweigeschossiger Putzbau mit steilem Satteldach und Giebelgaupen, Klappläden im Erdgeschoss, mit Schleppdach akzentuierte, hervorgezogene Treppenhäuser als Belebung der Fassade, Teil einer Siedlung an der Ecke Dobritzer Straße und Winterbergstraße, besonders charakteristische Beispiele des traditionellen Siedlungs- und Kleinwohnungsbaus um 1940, baugeschichtlich und ortsgeschichtlich bedeutend | 09218210 |
| Weitere Bilder                          | Zeiss-Ikon-Siedlung: Mehrfamilienhaus (Einzeldenkmal zu ID-Nr. 09306628) | Dobritzer Straße 67; 69; 71 (Karte)                                                     | 1940–1942 (Mehrfamilien-Wohnhaus)                                                                        | Einzeldenkmal der Sachgesamtheit Zeiss-Ikon-Siedlung: Mehrfamilienhaus; zweigeschossiger Putzbau mit steilem Satteldach und Giebelgaupen, Klappläden im Erdgeschoss, mit Schleppdach akzentuierte, hervorgezogene Treppenhäuser als Belebung der Fassade, Teil einer Siedlung an der Ecke Dobritzer Straße und Winterbergstraße, besonders charakteristische Beispiele des traditionellen Siedlungs- und Kleinwohnungsbaus um 1940, baugeschichtlich und ortsgeschichtlich bedeutend | 09218211 |
| Weitere Bilder                          | Wohnsiedlung Seidnitz: geschlossene Häuserzeile (Einzeldenkmal zu ID-Nr. 09213245) | Enderstraße 1; 3; 5; 7; 9; 11; 13; 15; 17; 19; 21; 23 (Karte)                           | um 1925 (Häuserzeile)                                                                                    | Einzeldenkmal der Sachgesamtheit Wohnsiedlung Seidnitz: geschlossene Häuserzeile ausgehend vom Altenberger Platz, entlang Enderstraße und Hepkestraße; von der Landessiedlungsgesellschaft Sachsen GmbH in funktionalistischer Bauweise errichteter viergeschossiger Bau mit Lochfassade und Satteldach, Belebung durch vorkragende, vertikale Treppenhäuser mit Eingangsüberdachungen und Farbglasfenstern, baugeschichtlich, sozialgeschichtlich und stadtentwicklungsgeschichtlich von Bedeutung | 09213243 |
| Weitere Bilder                          | Wohnblock Seidnitz: Häuserzeile (Einzeldenkmal zu ID-Nr. 09306574) | Gohrischstraße 1; 3; 5; 7; 9; 11; 13; 15; 17; 19 (Karte)                                | um 1927 (Mehrfamilien-Wohnhaus)                                                                          | Einzeldenkmal der Sachgesamtheit Wohnblock Seidnitz: Häuserzeile, Teil einer Wohnsiedlung der Gemeinnützigen Wohnungsbau A.G. Dresden zwischen Borthener Straße, Gohrischstraße und Winterbergstraße; Anlage aus einem Achsenkreuz mit zentralem Rundplatz entwickelt, Ausfahrten durch drei Torhäuser, zwischen den Häuserzeilen drei begrünte Höfe, Gebäude: Walmdächer mit Fledermausgaupen, traditionell, die Fassaden mit farblich wechselnder Putzbänderung expressionistisch, Torhaus an Winterbergstraße gestalterisch hervorgehoben, baugeschichtlich, sozialgeschichtlich und stadtentwicklungsgeschichtlich sowie künstlerisch bedeutend | 09218199 |
| Direkt Bild zu diesem Denkmal hochladen | Wohn- und Geschäftshaus in Ecklage | Gohrischstraße 2 (Karte)                                                                | um 1930 (Wohn- und Geschäftshaus)                                                                        | Wohn- und Geschäftshaus in offener Bebauung und Ecklage; dreigeschossiger Putzbau mit Walmdach, Laden im Erdgeschoss, baugeschichtlich von Bedeutung | 09213244 |
| Weitere Bilder                          | Wohnsiedlung Seidnitz: geschlossene Häuserzeile (Einzeldenkmal zu ID-Nr. 09213245) | Hepkestraße 145; 147; 149; 151; 153; 155; 157; 159; 161; 163; 165 (Karte)               | um 1925 (Häuserzeile)                                                                                    | Einzeldenkmal der Sachgesamtheit Wohnsiedlung Seidnitz: geschlossene Häuserzeile ausgehend vom Altenberger Platz, entlang Enderstraße und Hepkestraße; von der Landessiedlungsgesellschaft Sachsen GmbH in funktionalistischer Bauweise errichteter viergeschossiger Bau mit Lochfassade und Satteldach, Belebung durch vorkragende, vertikale Treppenhäuser mit Eingangsüberdachungen und Farbglasfenstern, baugeschichtlich, sozialgeschichtlich und stadtentwicklungsgeschichtlich von Bedeutung | 09213243 |
| Direkt Bild zu diesem Denkmal hochladen | Wohnsiedlung Seidnitz: Doppelwohnhaus (Einzeldenkmal zu ID-Nr. 09213245) | Hepkestraße 167; 169 (Karte)                                                            | nach 1938 (Doppelwohnhaus)                                                                               | Einzeldenkmal der Sachgesamtheit Wohnsiedlung Seidnitz: Doppelwohnhaus; von der Landessiedlungsgesellschaft Sachsen GmbH vor allem in traditioneller Bauweise errichteter dreigeschossiger Bau mit Lochfassade und Walmdach, belebt durch Klappläden im Erdgeschoss, vertikale Fensterbänder an den Treppenhäusern und Eingangsüberdachungen, baugeschichtlich, sozialgeschichtlich und stadtentwicklungsgeschichtlich bedeutend | 09218193 |
| Weitere Bilder                          | Wohnsiedlung Seidnitz: Doppelwohnhaus (Einzeldenkmal zu ID-Nr. 09213245) | Hepkestraße 171; 173 (Karte)                                                            | nach 1938 (Doppelwohnhaus)                                                                               | Einzeldenkmal der Sachgesamtheit Wohnsiedlung Seidnitz: Doppelwohnhaus; von der Landessiedlungsgesellschaft Sachsen GmbH vor allem in traditioneller Bauweise errichteter dreigeschossiger Bau mit Lochfassade und Walmdach, belebt durch Klappläden im Erdgeschoss, vertikale Fensterbänder an den Treppenhäusern und Eingangsüberdachungen, baugeschichtlich, sozialgeschichtlich und stadtentwicklungsgeschichtlich bedeutend | 09218194 |
| Weitere Bilder                          | Wohnsiedlung Seidnitz: Doppelwohnhaus (Einzeldenkmal zu ID-Nr. 09213245) | Hepkestraße 175; 177 (Karte)                                                            | nach 1938 (Doppelwohnhaus)                                                                               | Einzeldenkmal der Sachgesamtheit Wohnsiedlung Seidnitz: Doppelwohnhaus; von der Landessiedlungsgesellschaft Sachsen GmbH vor allem in traditioneller Bauweise errichteter dreigeschossiger Bau mit Lochfassade und Walmdach, belebt durch Klappläden im Erdgeschoss, vertikale Fensterbänder an den Treppenhäusern und Eingangsüberdachungen, baugeschichtlich, sozialgeschichtlich und stadtentwicklungsgeschichtlich bedeutend | 09218195 |
| Direkt Bild zu diesem Denkmal hochladen | Wohnsiedlung Seidnitz: Doppelwohnhaus (Einzeldenkmal zu ID-Nr. 09213245) | Hepkestraße 179; 181 (Karte)                                                            | nach 1938 (Doppelwohnhaus)                                                                               | Einzeldenkmal der Sachgesamtheit Wohnsiedlung Seidnitz: Doppelwohnhaus; von der Landessiedlungsgesellschaft Sachsen GmbH vor allem in traditioneller Bauweise errichteter dreigeschossiger Bau mit Lochfassade und Walmdach, belebt durch Klappläden im Erdgeschoss, vertikale Fensterbänder an den Treppenhäusern und Eingangsüberdachungen, baugeschichtlich, sozialgeschichtlich und stadtentwicklungsgeschichtlich bedeutend | 09213240 |
|                                         | Alte Schule Seidnitz | Marienberger Straße 5 (Karte)                                                           | um 1880 (Schule)                                                                                         | Schulgebäude; zweigeschossiger, symmetrischer Putzbau mit Eckquaderung und Schmuckgiebel mit Schuluhr, baugeschichtlich und ortsgeschichtlich von Bedeutung | 09218215 |
|                                         | Neue Schule Seidnitz | Marienberger Straße 5 (Karte)                                                           | bezeichnet 1898 (Schule)                                                                                 | Schulgebäude; zweigeschossiger, symmetrischer Putzbau mit Betonung der Mittelachse durch natursteingefassten Eingangsbereich und Zwerchhaus, baugeschichtlich und ortsgeschichtlich von Bedeutung | 09218216 |
|                                         | Dresdner Pferde-Ausstellungs-Platz: Haupttribüne, Stallverwaltung/Futterräume, Pferdeställe/Wirtschaftsgebäude (Einzeldenkmal zu ID-Nr. 09306411)                                                                    | Oskar-Röder-Straße (Karte)                                                              | 1894 (Ausstellungsbau)                                                                                   | Einzeldenkmale der Sachgesamtheit Pferde-Ausstellungsplatz: Haupttribüne (Borthener Straße 3–3h), südwestlich gelegene Stallverwaltung/Futterräume, Pferdeställe/Wirtschaftsgebäude entlang der Oskar-Röder-Straße sowie Gebäudemittelteil der ehemaligen Pferdeställe/Wirtschaftsgebäude (Borthener Straße 11a, 13, 13a); Ort der ersten Sächsischen Pferdezuchtausstellung des Dresdner Rennvereins 1895, geschichtlich bedeutend | 09219000 |
| Weitere Bilder                          | Sachgesamtheit Galopprennbahn Dresden-Seidnitz mit mehreren Einzeldenkmalen | Oskar-Röder-Straße 1; 1a; 1b; 1c (Karte)                                                | | Sachgesamtheit Galopprennbahn Dresden mit den Einzeldenkmalen: vier Pferdeställe, Wirtschafts- und Verwaltungsgebäude, Haupttribüne, Wettgebäude, Sattelplatz mit Führring, Waagegebäude, Hauptzugang mit zwei Torpavillons, ehemalige Königsloge (Walter-von-Treskow-Pavillon), Löwentor im Nordwesten, ehemalige Gaststätte (offene Wirtschaft) im Norden des Rennbahngeländes, daneben eine weitere kleine Tribüne (ID-Nr. 09213233) sowie Geläuf als Sachgesamtheitsteil; unverwechselbare Anlage einer Reitbahn um 1900, baugeschichtlich, kulturgeschichtlich und ortsgeschichtlich bedeutend. | 09306662 |
| Weitere Bilder                          | Galopprennbahn Dresden (Einzeldenkmal zu ID-Nr. 09306662) | Oskar-Röder-Straße 1; 1a; 1b; 1c (Karte)                                                | 1890–1891 (Pferderennbahn), um 1935 (Pferderennbahn)                                                     | Anlage aus Rennbahn mit Pferdestall, Wirtschafts- und Verwaltungsgebäude, weiterem Wirtschaftsgebäude, Tribüne und Wettgebäude, Sattelplatz, Waagegebäude, Haupttribüne, Hauptzugang, ehemaliger Königsloge, Löwentor, ehemaliger Gaststätte, kleiner Tribüne, Plastik und Uhr vor Hauptgebäude; unverwechselbare Anlage einer Reitbahn um 1900, baugeschichtlich, kulturgeschichtlich und ortsgeschichtlich bedeutend (siehe auch Borthener Straße 3–3h) | 09213233 |
| Weitere Bilder                          | Wohngruppe Bodenbacher Straße / Prof.-Ricker-Straße: Häuserzeile (Einzeldenkmal zu ID-Nr. 09306573) | Prof.-Ricker-Straße 1; 2; 3; 4; 5 (Karte)                                               | 1927–1928 (Mehrfamilien-Wohnhaus)                                                                        | Einzeldenkmal der Sachgesamtheit Wohngruppe Bodenbacher Straße / Prof.-Ricker-Straße: Häuserzeile (zus. mit Bodenbacher Straße 139); vom Dobritzer Spar- und Bauverein vor allem in traditioneller Bauweise errichteter dreigeschossiger Bau mit Walmdach und expressionistischer Backstein- bzw. Klinkerzier baugeschichtlich, ortsgeschichtlich und sozialgeschichtlich bedeutend | 09213247 |
| Weitere Bilder                          | Wohngruppe Bodenbacher Straße / Prof.-Ricker-Straße: Häuserzeile (Einzeldenkmal zu ID-Nr. 09306573) | Prof.-Ricker-Straße 6; 7; 8; 9; 10; 11; 12 (Karte)                                      | 1927–1928 (Mehrfamilien-Wohnhaus)                                                                        | Einzeldenkmal der Sachgesamtheit Wohngruppe Bodenbacher Straße / Prof.-Ricker-Straße: Häuserzeile; vom Dobritzer Spar- und Bauverein vor allem in traditioneller Bauweise errichteter dreigeschossiger Bau mit Walmdach und expressionistischer Backstein- bzw. Klinkerzier baugeschichtlich, ortsgeschichtlich und sozialgeschichtlich bedeutend. | 09217768 |
| Weitere Bilder                          | Wohngruppe Bodenbacher Straße / Prof.-Ricker-Straße: Häuserzeile (Einzeldenkmal zu ID-Nr. 09306573) | Prof.-Ricker-Straße 13; 14; 15; 16; 17 (Karte)                                          | 1927–1928 (Mehrfamilien-Wohnhaus)                                                                        | Einzeldenkmal der Sachgesamtheit Wohngruppe Bodenbacher Straße / Prof.-Ricker-Straße: Häuserzeile (zus. mit Bodenbacher Straße 139b); vom Dobritzer Spar- und Bauverein vor allem in traditioneller Bauweise errichteter dreigeschossiger Bau mit Walmdach und expressionistischer Backstein- bzw. Klinkerzier baugeschichtlich, ortsgeschichtlich und sozialgeschichtlich bedeutend. | 09217770 |
|                                         | Mehrfamilienhäuser einer Wohnanlage | Schilfweg 33 (Karte)                                                                    | bezeichnet 1927–1928 (Wohnanlagenteil)                                                                   | Wohnhäuser der Heimstättengesellschaft Sachsen GmbH (HGS), dreistöckige Mehrfamilienhäuser entlang der Winterbergstraße sowie im Winkel angebaute zweistöckige Flügel (Schilfweg 33, Dobritzer Straße 56), in traditioneller Bauweise mit Walmdach errichtet, natursteingefasste Eingangsbereiche und Klappläden als belebende Akzentuierung der Fassade, bau- und sozialgeschichtlich bedeutend | 09213234 |
|                                         | Mietshaus in offener Bebauung und Ecklage | Wehlener Straße 10 (Karte)                                                              | um 1915 (Mietshaus)                                                                                      | viergeschossiger, historisierender Bau mit Mansardenwalmdach, Mittelrisalit, Gurtgesims zwischen Erdgeschoss und 1. Obergeschoss sowie Putzornamenten an den Schaufassaden, baugeschichtlich von Bedeutung | 09213212 |
|                                         | Doppelmietshaus in offener Bebauung | Wehlener Straße 12; 14 (Karte)                                                          | um 1915 (Doppelmietshaus)                                                                                | kompakter, symmetrisch gegliederter Baukörper mit Mansardwalmdach, Belebung der Fassade durch zwei dreiachsige Seitenrisalite mit geschwungenen Giebeln, mittige Loggien sowie Putzornamente als Fassadengestaltung, baugeschichtlich, künstlerisch und stadtentwicklungsgeschichtlich von Bedeutung | 09213213 |
|                                         | Mietshaus in offener Bebauung | Wehlener Straße 18 (Karte)                                                              | um 1907 (Mietshaus)                                                                                      | historisierender Putzbau mit Mansarddach, aufwendig gestaltetem Mittelrisalit mit Natursteinmedaillon (Inschrift Salus) im Giebel, Natursteinverblendung der Schaufassade im Erdgeschoss sowie Natursteinsohlbänken sowie -quaderungen der seitlichen Loggien, baugeschichtlich und künstlerisch von Bedeutung | 09213214 |
| Weitere Bilder                          | Wohnblock Seidnitz: Häuserzeile (Einzeldenkmal zu ID-Nr. 09306574) | Winterbergstraße 78; 80; 82; 84; 86; 88; 90; 92 (Karte)                                 | um 1927 (Mehrfamilien-Wohnhaus)                                                                          | Einzeldenkmal der Sachgesamtheit Wohnblock Seidnitz: Häuserzeile; dreigeschossiger Putzbau mit Walmdach, expressionistische Fassadengestaltung mit farblich wechselnden Putzbändern und torähnlich gestalteten Eingangsbereichen, Torhaus zwischen Nummer 84 und 86 gestalterisch hervorgehoben, baugeschichtlich, sozialgeschichtlich und stadtentwicklungsgeschichtlich sowie künstlerisch bedeutend | 09218200 |
| Weitere Bilder                          | Wohnblock Seidnitz: Häuserzeile (Einzeldenkmal zu ID-Nr. 09306574) | Winterbergstraße 84a; 86a (Karte)                                                       | um 1927 (Mehrfamilien-Wohnhaus)                                                                          | Einzeldenkmal der Sachgesamtheit Wohnblock Seidnitz: Häuserzeile; dreigeschossiger Putzbau mit auskragendem Walmdach, expressionistische Fassadengestaltung mit farblich wechselnden Putzbändern und auffällig gestalteten Eingangsbereichen, baugeschichtlich, sozialgeschichtlich und stadtentwicklungsgeschichtlich sowie künstlerisch bedeutend | 09218203 |
| Weitere Bilder                          | Wohnblock Seidnitz: Häuserzeile (Einzeldenkmal zu ID-Nr. 09306574) | Winterbergstraße 84b; 84c; 84d; 84e (Karte)                                             | um 1927 (Mehrfamilien-Wohnhaus)                                                                          | Einzeldenkmal der Sachgesamtheit Wohnblock Seidnitz: Häuserzeile; dreigeschossiger Putzbau mit Walmdach, expressionistische Fassadengestaltung mit farblich wechselnden Putzbändern und torähnlich gestalteten Eingangsbereichen, baugeschichtlich, sozialgeschichtlich und stadtentwicklungsgeschichtlich sowie künstlerisch bedeutend | 09218201 |
| Weitere Bilder                          | Wohnblock Seidnitz: Häuserzeile (Einzeldenkmal zu ID-Nr. 09306574) | Winterbergstraße 84f; 84g; 84h; 84i (Karte)                                             | um 1927 (Mehrfamilien-Wohnhaus)                                                                          | Einzeldenkmal der Sachgesamtheit Wohnblock Seidnitz: Häuserzeile; dreigeschossiger Putzbau mit leicht auskragendem Walmdach, expressionistische Fassadengestaltung mit farblich wechselnden Putzbändern und torähnlich gestalteten Eingangsbereichen, baugeschichtlich, sozialgeschichtlich und stadtentwicklungsgeschichtlich sowie künstlerisch bedeutend | 09218202 |
| Weitere Bilder                          | Wohnblock Seidnitz: Häuserzeile (Einzeldenkmal zu ID-Nr. 09306574) | Winterbergstraße 86b; 86c; 86d; 86e (Karte)                                             | um 1927 (Mehrfamilien-Wohnhaus)                                                                          | Einzeldenkmal der Sachgesamtheit Wohnblock Seidnitz: Einzeldenkmal der Sachgesamtheit Wohnblock Seidnitz: Häuserzeile; dreigeschossiger Putzbau mit Walmdach, expressionistische Fassadengestaltung mit farblich wechselnden Putzbändern und torähnlich gestalteten Eingangsbereichen, baugeschichtlich, sozialgeschichtlich und stadtentwicklungsgeschichtlich sowie künstlerisch bedeutend | 09218204 |
| Direkt Bild zu diesem Denkmal hochladen | Wohnblock Seidnitz: Häuserzeile (Einzeldenkmal zu ID-Nr. 09306574) | Winterbergstraße 86f; 86g; 86h; 86i (Karte)                                             | um 1927 (Mehrfamilien-Wohnhaus)                                                                          | Einzeldenkmal der Sachgesamtheit Wohnblock Seidnitz: Häuserzeile; dreigeschossiger Putzbau mit leicht auskragendem Walmdach, expressionistische Fassadengestaltung mit farblich wechselnden Putzbändern und torähnlich gestalteten Eingangsbereichen, baugeschichtlich, sozialgeschichtlich und stadtentwicklungsgeschichtlich sowie künstlerisch bedeutend | 09218205 |
|                                         | Mietshaus mit Einfriedung in offener Bebauung | Winterbergstraße 97 (Karte)                                                             | um 1910 (Mietshaus)                                                                                      | historisierender Putzbau mit Mansardwalmdach und verschiefertem Eckturm als Akzenturierung, halbrunde Fensterverdachungen der Gaupen sowie Putzreliefe als Fassadengestaltung, baugeschichtlich und stadtentwicklungsgeschichtlich von Bedeutung | 09213237 |
|                                         | Mietshaus mit Einfriedung in offener Bebauung | Winterbergstraße 99 (Karte)                                                             | um 1910 (Mietshaus)                                                                                      | historisierender Putzbau mit Mansardwalmdach, symmetrisch aufgebaute Fassade mit Wintergärten und Ziergiebel als zentraler Akzenturierung, baugeschichtlich und stadtentwicklungsgeschichtlich von Bedeutung | 09213238 |
|                                         | Mietshaus mit Einfriedung in offener Bebauung | Winterbergstraße 101 (Karte)                                                            | um 1910 (Mietshaus)                                                                                      | historisierender Putzbau mit Mansardenwalmdach und geschweiften Giebel mit Zwillingsfenstern, baugeschichtlich und stadtentwicklungsgeschichtlich von Bedeutung | 09213239 |
|                                         | Mehrfamilienhäuser einer Wohnanlage | Winterbergstraße 129; 131; 133; 133a; 135; 137; 139 (Karte)                             | bezeichnet 1927–1928 (Wohnanlagenteil)                                                                   | Wohnhäuser der Heimstättengesellschaft Sachsen GmbH (HGS), dreistöckige Mehrfamilienhäuser entlang der Winterbergstraße sowie im Winkel angebaute zweistöckige Flügel (Schilfweg 33, Dobritzer Straße 56), in traditioneller Bauweise mit Walmdach errichtet, natursteingefasste Eingangsbereiche und Klappläden als belebende Akzentuierung der Fassade, bau- und sozialgeschichtlich bedeutend | 09213234 |
| Weitere Bilder                          | Zeiss-Ikon-Siedlung: Mehrfamilienhaus (Einzeldenkmal zu ID-Nr. 09306628) | Winterbergstraße 141; 143; 145 (Karte)                                                  | 1940–1942 (Mehrfamilien-Wohnhaus)                                                                        | Einzeldenkmal der Sachgesamtheit Zeiss-Ikon-Siedlung: Mehrfamilienhaus; dreigeschossiger Putzbau mit steilem Satteldach und Giebelgaupen, Klappläden im Erdgeschoss, mit Schleppdach akzentuierte, hervorgezogene Treppenhäuser als Belebung der Fassade, Teil einer Siedlung an der Ecke Dobritzer Straße und Winterbergstraße, besonders charakteristische Beispiele des traditionellen Siedlungs- und Kleinwohnungsbaus um 1940, baugeschichtlich und ortsgeschichtlich bedeutend | 09218212 |
| Weitere Bilder                          | Zeiss-Ikon-Siedlung: Mehrfamilienhaus (Einzeldenkmal zu ID-Nr. 09306628) | Winterbergstraße 147; 149; 151 (Karte)                                                  | 1940–1942 (Mehrfamilien-Wohnhaus)                                                                        | Einzeldenkmal der Sachgesamtheit Zeiss-Ikon-Siedlung: Mehrfamilienhaus; dreigeschossiger Putzbau mit steilem Satteldach und Giebelgaupen, Klappläden im Erdgeschoss, mit Schleppdach akzentuierte, hervorgezogene Treppenhäuser als Belebung der Fassade, Teil einer Siedlung an der Ecke Dobritzer Straße und Winterbergstraße, besonders charakteristische Beispiele des traditionellen Siedlungs- und Kleinwohnungsbaus um 1940, baugeschichtlich und ortsgeschichtlich bedeutend | 09218213 |

## Ausführliche Denkmaltexte
1. ↑  
Sachgesamtheit Wohnsiedlung Seidnitz; Teil einer Siedlungsanlage der ehemaligen Landessiedlungsgesellschaft Sachsen GmbH zwischen Altenberger Straße, Enderstraße und Hepkestraße, der an der Enderstraße und am Altenberger Platz um 1925 entstandene geschlossene Wohnblock ist streng funktionalistisch mit Lochfassade und Satteldach ausgeführt, Belebung durch vorkragende, vertikale Treppenhäuser mit Eingangsüberdachungen und Farbglasfenstern, die nach 1938 hinzugefügten Bauten an Altenberger Straße und Hepkestraße stehen aufgelockert und in traditioneller Bauweise, städtebauliche Akzentuierung durch begrünte Platzanlage an der Altenberger Straße mit umschließenden Gebäude (Bau der Stirnseite betont durch Dachreiter), Anlage baugeschichtlich, sozialgeschichtlich und stadtentwicklungsgeschichtlich bedeutend.
2. ↑  
Der im Dorfkern von Seidnitz gelegene zweigeschossige massive Bau ist über dem Eingang mit „F. E. A. Borschdorf 1863“ bezeichnet. Er wird von einem ziegelgedeckten Satteldach mit drei symmetrisch angeordneten Gaupen zur Straßen- und Rückseite abgeschlossen. Aber auch die Fassaden, nur die Rückfront weicht etwas ab, erscheinen ausgewogen gegliedert. Die Längsseiten zeigen fünf und die Giebelseiten drei Achsen. Zur Straße wird die Mittelachse mit kleinem Portal und zwei konsolgeschmückten Stützen zur Eingangsachse. Die Giebelseiten kulminieren in zeittypischen Zwillingsfenstern. Belebend erscheint zudem eine sparsame, aber zugleich wirkungsvoll in Erscheinung tretende Putzgliederung (lässt sich trotz manchem Verlust nach dem noch Vorhandenen wieder rekonstruieren) und formschöne Kragsteine. Das Erdgeschoss besteht aus Sandsteinquadern, das Obergeschoss aus Sparmauerwerk. Das Gebäude ist mit einer kleinen Tonnen teilunterkellert. Eine gebogene Treppe mit Sandsteinstufen führt ins Obergeschoss. Vereinzelt haben sich Schablonierungen im Inneren erhalten. Bei der Bodenbacher Straße 115 handelt es sich um ein für die Umlandgemeinden Dresdens typisches Wohnhaus aus dem 3. Viertel des 19. Jahrhunderts, das am Beginn der allmählichen Verstädterung der einst dörflichen Siedlungen stand. Dabei soll es eines der ersten Häuser von Seidnitz gewesen sein, dass gestalterisch und wohl auch funktional von den bäuerlichen Anwesen des Dorfkerns abwich. Als bauliches Zeugnis für die beschriebene Entwicklung ist es stadtentwicklungsgeschichtlich bedeutend. Darüber hinaus ist der schlichte Bau auch ein Paradebeispiel für die klein- oder vorstädtische Bebauung seiner Zeit, zweigeschossige Wohnhäuser mit zumeist drei Dachgaupen (Dreigiebelhaus), axialer Fenstergliederung und zurückhaltendem Putzdekor. Vergleichbare, aber nicht so aussagekräftige Beispiele (also nicht mit so vielen erhaltenen Details, wie z. B. gestalteter Eingangsachse, Datierung, Initialen, Putzgliederung und Schablonierungen im Inneren) finden sich in Mickten und Pieschen. Viele dieser Häuser, wie die Leipziger Straße 115, 125/127 und 129 sind mittlerweile abgebrochen worden. Aus dem zuletzt Dargelegten ergibt sich auch ein baugeschichtlicher Wert für das hier zu beurteilende Objekt (LfD/2012).